# Jonathan Clauss
Jonathan Clauss, född 25 september 1992 i Strasbourg, är en fransk fotbollsspelare som spelar för Marseille och Frankrikes landslag.

## Klubbkarriär
I maj 2020 värvades Clauss av Lens, där han skrev på ett treårskontrakt. Vid slutet av säsongen 2020/2021 blev Clauss uttagen i Årets lag i Ligue 1. Även följande säsong blev han uttagen i Årets lag i Ligue 1.
Den 20 juli 2022 värvades Clauss av Marseille, där han skrev på ett treårskontrakt.

## Landslagskarriär
Clauss debuterade för Frankrikes landslag den 25 mars 2022 i en 2–1-vinst över Elfenbenskusten, där han blev inbytt i den 88:e minuten mot Kingsley Coman.